# Sovolusky
Sovolusky är en ort i Tjeckien.   Den ligger i regionen Pardubice, i den centrala delen av landet, 80 km öster om huvudstaden Prag. Sovolusky ligger 308 meter över havet och antalet invånare är 122.
Terrängen runt Sovolusky är platt åt nordväst, men åt sydost är den kuperad. Runt Sovolusky är det ganska glesbefolkat, med 42 invånare per kvadratkilometer. Närmaste större samhälle är Pardubice, 18,8 km öster om Sovolusky. Omgivningarna runt Sovolusky är en mosaik av jordbruksmark och naturlig växtlighet.